# 八代の大ケヤキ

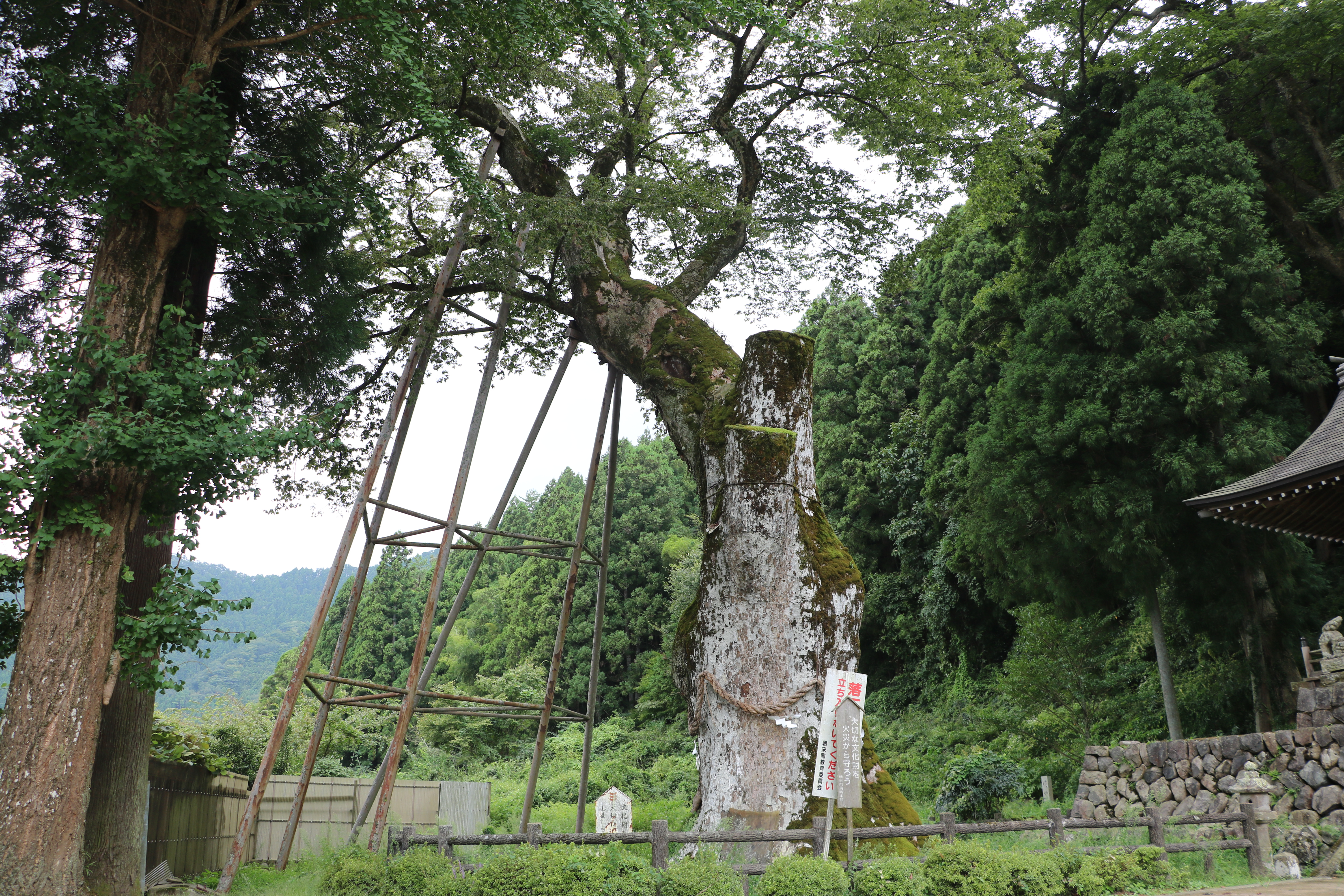
八代の大ケヤキ。2018年9月7日撮影。

八代の大ケヤキ（やしろのおおケヤキ）は、兵庫県朝来市八代に生育している国の天然記念物に指定されたケヤキの巨木である。
推定樹齢は1,500年から1,600年。兵庫県下では最大のケヤキであり1928年（昭和3年）3月24日に国の天然記念物に指定された。しかし、昭和初期から中期にかけて生じた様々な要因により樹勢が衰えたため、樹木医による対策や地区住民らによる保護活動が行われている。

## 解説

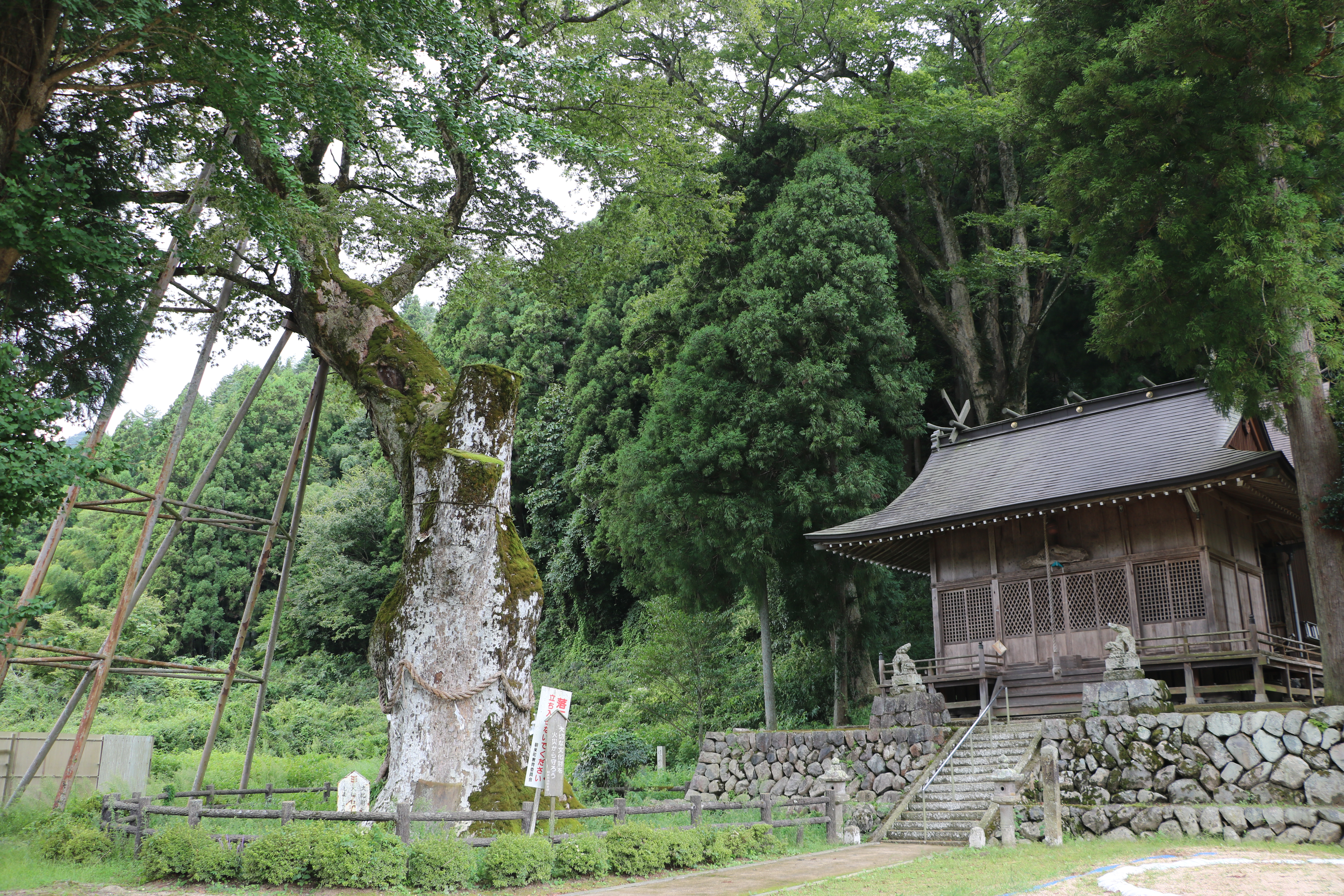
拝殿左手前に生育している。2018年9月7日撮影。

八代の大ケヤキは兵庫県朝来市八代に鎮座する足鹿（あしか）神社のご神木として同社境内に生育している。足鹿神社は旧朝来町に3つある式内社のひとつで、播但連絡道路朝来インターチェンジより養父市建屋方面へ抜ける県道70号線を入ってすぐ左側、八代川を小さな橋で渡った場所に位置している。
大ケヤキは拝殿に向かって左手にあり、高さ約30メートル、幹囲約9.8メートル、1923年（大正12年）に植物学者の三好学によって樹齢1,500年と鑑定され、5年後の1928年（昭和3年）に当時の内務省により国の天然記念物に指定された。
かつて北側に張っていた2本の大きな枝は気象災害により折れてしまい断ち切られており、その切り口面は雨水侵入による腐敗を防止するため鉄帯で覆われている。主幹は地上10メートルほどで二股に分かれているが、その付近から腐り朽ち始め、いまにも裂けそうなため鉄帯により主幹が縛られている。南側に張り出した大枝には長さ約10メートルの鉄パイプが数本設置され、バランスを欠いた樹木全体を支えている。
このケヤキが衰えたきっかけは、神社の裏山で1951年（昭和26年）頃に行われた鉱石採掘に伴う坑道掘削により、境内付近を流れていた水が枯れたことや、坑道からの土を根本に盛り土されたことにより根の成長が阻害されたこと、さらに神社の東側を流れる八代川の河川改修工事などが加わり、神社周辺の土壌や地下水環境が大きく変化したことが原因と考えられている。
また1948年（昭和23年）11月18日に八代の大ケヤキを視察した植物学者の本田正次は、南側から生えた根周り1.36メートルに成長したひこばえが、付近の田畑に影を指すとの理由で伐採されてしまったという話を聞き、「こんな理由で天然記念物が切られることは保存の本旨に適ったことではない」、と批判している。
樹勢の衰えが目立ち始めた1965年（昭和40年）に実施された調査では根元周りや各枝の長さ等の計測に加え、主幹に腐殻穴や1メートル以上の割れ目が出来て、中央と北の大枝2本はほとんど枯死して垂れ下がっている等の報告がされた。保護工事として1973年（昭和48年）に亀裂防止のバンド設置と空洞内への赤土投入、1981年（昭和56年）に鉄製支柱の設置、1983年（昭和63年）には腐朽部処置と当該部のモルタルによる閉鎖が行われた。
樹木医による本格的な治療は1991年（平成3年）から開始された。この時に計測された各大枝の値は前述した1965年（昭和40年）に計測された26年前と比べて5割から6割ほども減少していた。この時、ナラタケの寄生も確認されている。樹木医たちは腐朽部の処理に加え、中央および北側の枯死した枝の切除、支柱の増設を行い、複数年計画での土壌改良などが施された。更に当但馬地域一帯で多発している害虫アカアシミノゾウムシの防除を計画的に3年間実施した結果、新芽の開葉が早くなり、落葉も周囲のケヤキと比較して遅くなるなど、樹勢が大きく改善されたことが確認された。
地元の八代地区では値打ちのある木という意味で「大金木（おおかなぎ）」と呼ばれ、足鹿神社のご神木、地域の財産として崇められている。

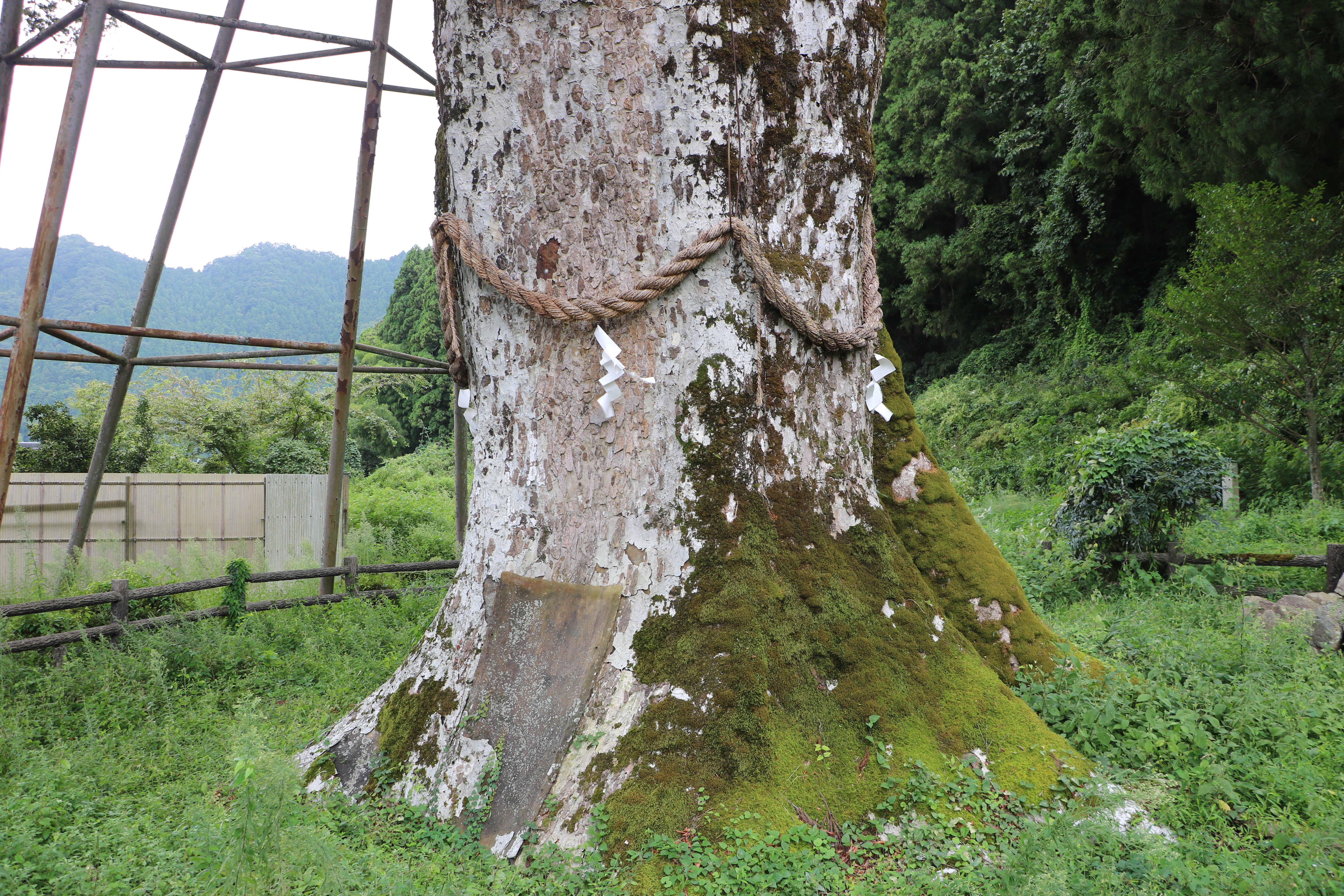
腐朽部処理後にモルタル閉鎖された主幹下部。
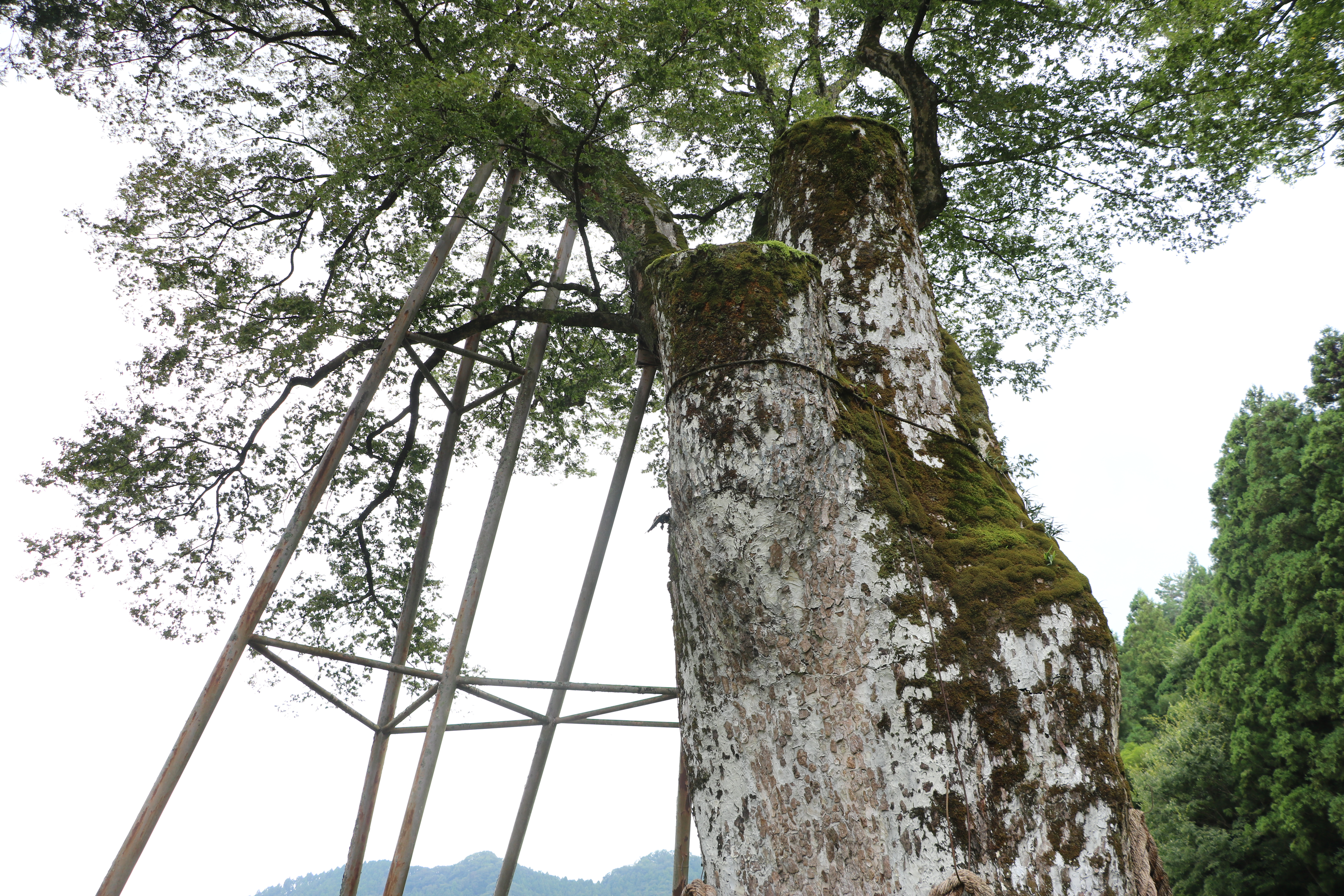
腐敗防止のため大枝切り口部は鉄帯で覆われている。
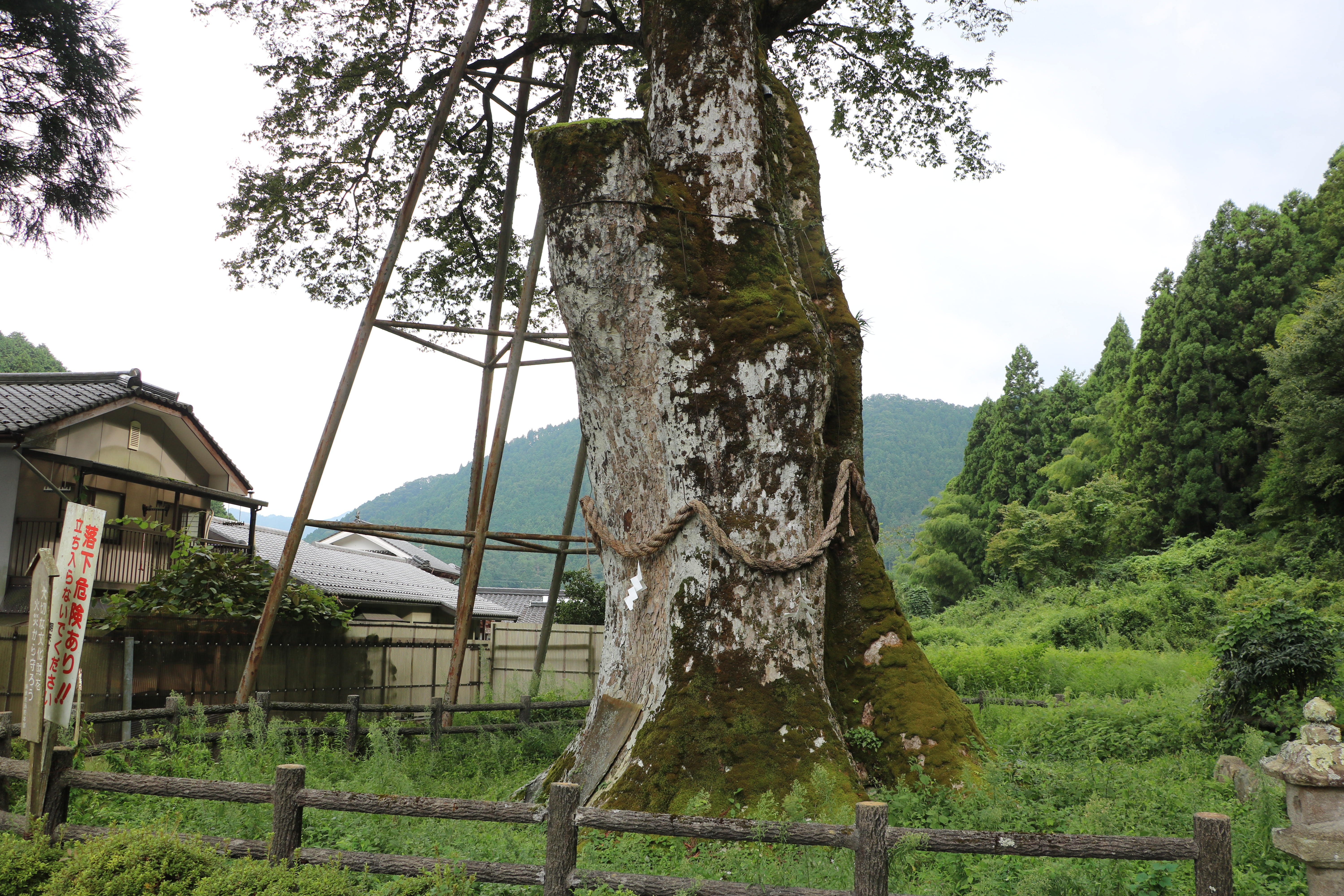
北側から南側を撮影。

## 交通アクセス
所在地
- 兵庫県朝来市八代字宮山229[4]

交通
- JR播但線新井駅よりタクシーで約5分[4]